# Giorgi Popchadze
Giorgi Popchadze (georgiska: გიორგი ფოფხაძე) född 25 september 1986 i Tbilisi, är en georgisk fotbollsspelare som spelar för den albanska klubben Flamurtari Vlorë. Han spelar även för Georgiens herrlandslag i fotboll. År 2006 kom Popchadze till den danska fotbollsklubben Viborg FF, dit han värvades på en fri transfer. Till en början fick han ett sexmånaderskontrakt, vilket sedan förlängdes, då han presterat bra i Royal League. Av klubbens fans utsågs han säsongen 2007/08 till Årets spelare. Den 23 november sades Popchadzes kontrakt upp med omedelbar verkan och han flyttade hem till Georgien.